# Eumac de Neàpolis
Eumac de Neàpolis (en llatí Eumachus, en grec antic Εύμαχος) fou un escriptor grec nascut a Neàpolis esmentat per Ateneu de Naucratis, que diu que va escriure una obra titulada Ἰσγοπίαι τῶν περὶ Ἀννιβαν. Probablement és el mateix Eumac que va escriure l'obra Περιήγησις de la que Flegó en va conservar un fragment.